# 關心妍 Jade Sings 演唱會2012
Jade Sings 關心妍演唱會2012是香港女歌手關心妍於2012年1月20日在紅磡體育館舉辦的1場演唱會。主辦單位星娛樂。
闊別紅館8年，唱片公司星娛樂於2011年10月20日宣佈取得2012年1月20日的紅館檔期，關心妍於2004年舉行第一次紅館演唱會後事業停滯不前，人氣急跌，這個第二次紅館演唱會對關心妍來說十分重要，並名為《Jade Sings 關心妍演唱會2012》，故明意義以「聲」為主題，配合「水池」效果以提供最優秀的聲線帶給觀眾，並邀請關淑怡、草蜢，張智霖為表演嘉賓。

## 歌曲出場次序
1. 以身試愛
2. 無話再講
3. 負擔不起
4. 如何離開你+假使我漂亮
5. 無罪釋放
6. 亂了情人
7. 怎麽會愛上這個人
8. 你太善良(合唱)
9. 愛情已死(CHILAM SOLO)
10. 龐貝21世紀
11. 優先訂座
12. 要害
13. 這是什麽道理
14. 不要驚動愛情
15. 在你名下
16. 愛是不保留
17. 再見RAINY DAY(草猛)/夜迷宫 (關淑怡)
18. SOSAD (草蜢+ JADE)
19. 華麗舞台(草蜢)
愛情故事部分
20. 仍想念你
21. 手下敗將
22. 我太強
23. 仍然
24. 放生
ENCORE
25. 挪亞方舟 (SHIRLEY)
26. DELA (SHIRLE, JADE)
K MEDLEY
27. 螞蟻
28. 我本人
29. 那誰
30. MY LOVE MY FATE
31. 關心..心妍
32. 你有心